# 유리가면 (만화)
《유리가면》(ガラスの仮面 가라스노 가멘[*])은 미우치 스즈에가 창작한 만화와 이를 원작으로 하는 애니메이션, 드라마, 연극이다. 만화는 1976년부터 하쿠센샤의 소녀 만화 잡지 《하나토유메》에 연재되고 있다. 단행본 3권 분량과 작가의 단편, 인터뷰 등을 실은 《월간 유리가면》이 14호까지 발행되기도 하였다.
한국어판은 1996년부터 2000년까지 문고판 22권이 도서출판 대원(대원씨아이의 전신)에서 나왔다. 2002년부터 2003년까지 일본어판 42권을 재편집한 애장판 14권이 대원씨아이에서 출간되었다.

## 애니메이션

### TV 시리즈(1984년)

#### 출연 성우
- 카츠키 마사코, 박영희, 성유진 - 마야 역
- 나가니시 타에코, 박민아 - 츠키카게 역
- 노자와 나치, 모리 가쓰지(교체), 김도현, 김민석 - 하야미 역
- 마쓰시마 미노리, 주희, 유지영 - 아유미 역
- 도다 게이코 - 아오키 레이 역
- 기타하마 하루코, 이향숙 - 나레이션

#### 제작진
- 연출 : 스기 기사부로, 마키노 히데오, 오쿠다 세이지, 도미나가 쓰네오
- 각본 : 후지가와 게이스케, 곤파루 도모코, 미사와 도모코, 아사구라 유키후데
- 작화 감독 : 시미즈 게이조, 쓰지노 지로, 아베 마사미
- 음악 : 오타니 가즈노
- 오프닝
  - 연출 : 아라키 신고, 히메노 미치
  - 노래 : 아시베 마리코

### OVA(1999년)

#### 출연 성우
- 오가타 메구미, 정미숙 - 마야 역
- 도다 게이코, 서혜정 - 츠키카게 역
- 고스기 즈로타, 김환진 - 하야미 역
- 마츠이 나오코, 윤미나 - 아유미 역

#### 제작진
- 연출 : 고바야시 쓰네오
- 각본 : 기시마 노부아키, 곤파루 도모코, 스가 요시유키
- 캐릭터 디자인 : 히라야마 아키라, 고토 마사코

### TV 시리즈(2005년)

#### 출연 성우
- 고바야시 사나에 - 마야 역
- 후지타 도시코 - 츠키카게 역
- 모리카와 토시유키 - 하야미 역
- 야지마 아키코 - 아유미 역
- 기노시타 아유미 - 아오키 레이 역

#### 제작진
- 연출 : 하마쓰 마모루
- 구성 : 사에키 도시미치
- 캐릭터 디자인 : 히라야마 아키라
- 미술 감독 : 요시하라 슈니치로
- 음악 : 데라시마 다미야

## 드라마
테레비아사히 계열에서 1997년 7월 7일부터 9월 15일까지 방송되었다. 매주 월요일 오후 8시부터 8시 54분까지 방영되었다. 대한민국에서는 투니버스에서 2004년 9월 27일부터 방송되었다. 제14회 일본 텔레비전 드라마 아카데미상에서 특별상을 수상하였다.

### 출연 배우
- 아다치 유미 (활동중) - 키타지마 마야 역
- 노기와 요코 - 츠키카게 치구사 역
- 다나베 세이치 - 하야미 마스미 역
- 마쓰모토 리오 - 히메카와 아유미 역
- 코하시 켄지 - 사쿠라코지 유우
- 후지 마리코 - 하루(마야 모) 역
- 무시카 나오마사 - 코바야시 겐조 역
- 시미즈 메구미 - 담임 선생 역
- 사에키 히나코 - 오토베 노리에 역
- 사에키 가야 - 타카미야 시오리 역
- 가토 가즈코 - 히메카와 우타코 역
- 사토이 겐타 - 오노데라 하지메 역
- 후지쿠라 치카 - 후쿠다 아야코 역
- 마스코 스즈에 - 후쿠다 마츠에 역
- 미즈시마 료타 - 후쿠다 역
- 우에마쓰 가오리 - 아오키 레이 역
- 사이토 노즈미 - 미나즈키 사야카 역
- 아리사카 구루메 - 사와타리 미나 역

### 제작진
- 연출 : 니시마에 도시노리, 이마이 가즈히사
- 각본 : 미즈하시 후미에, 노요리 미유키

## 연극

### 목록
- 《에피소드 1 - 기적의 사람》
- 《에피소드 2 - 잊혀진황야》
- 《에피소드 3 - 한 여름 밤의 꿈》
- 《에피소드 4 - 두 사람의 왕녀》
- 《에피소드 5 - 또 하나의 영혼》

### 에피소드 5

#### 출연 배우
- 김태정 - 송연화 역
- 김대건 - 이안 역
- 손강국 - 민하일 역
- 김병수, 신용숙, 가득히, 한지용, 황찬호, 강초롱

#### 제작진
- 원작 : 미우치 스즈에
- 각본, 연출 : 전훈
- 기획 총괄 : 정달영
- 기획, 홍보 : 신다정, 김애리
- 무대 디자인 : 권용만
- 조명 디자인 : 구윤영
- 의상 디자인 : 조현정
- 의상 제작 : 조선경, 곽선형, 조민희
- 조연출 : 강일생

## 같이 보기
- 유리 가면 (드라마) (tvN에서 방영중인 평일 아침 드라마)